# Ernst Axel Westman
Ernst Axel Westman, född den 28 oktober 1839 i Stockholm, död där den 28 december 1891,  var en svensk jurist.
Westman blev student vid Uppsala universitet 1858 och avlade hovrättsexamen där 1861. Han blev auskultant i Svea hovrätt sistnämnda år, extra ordinarie notarie samma år, vice häradshövding 1865, extra ordinarie fiskal i hovrätten 1867, adjungerad ledamot 1869, ordinarie fiskal 1874, tillförordnad revisionssekreterare 1874, assessor i hovrätten 1875, konstituerad revisionssekreterare 1878 och ordinarie revisionssekreterare 1880. Westman var häradshövding i Luggude härads domsaga 1888–1889 och justitieråd från 1889 till sin död. Han blev riddare av Nordstjärneorden 1882 och kommendör av första klassen av nämnda orden 1889.